# Erica oatesii
Erica oatesii är en ljungväxtart som beskrevs av Robert Allen Rolfe. Erica oatesii ingår i släktet klockljungssläktet, och familjen ljungväxter. Utöver nominatformen finns också underarten E. o. latifolia.